# فضيات الشكل
فضيات الشكل (الاسم العلمي Argentiniformes )، رتبة أسماك من شعاعيات الزعانف وطويئفة جديدات الزعانف. يضم ستة أو سبع فصائل و جنسًا 60 وما لا يقل عن 228 نوعًا.